# AT4

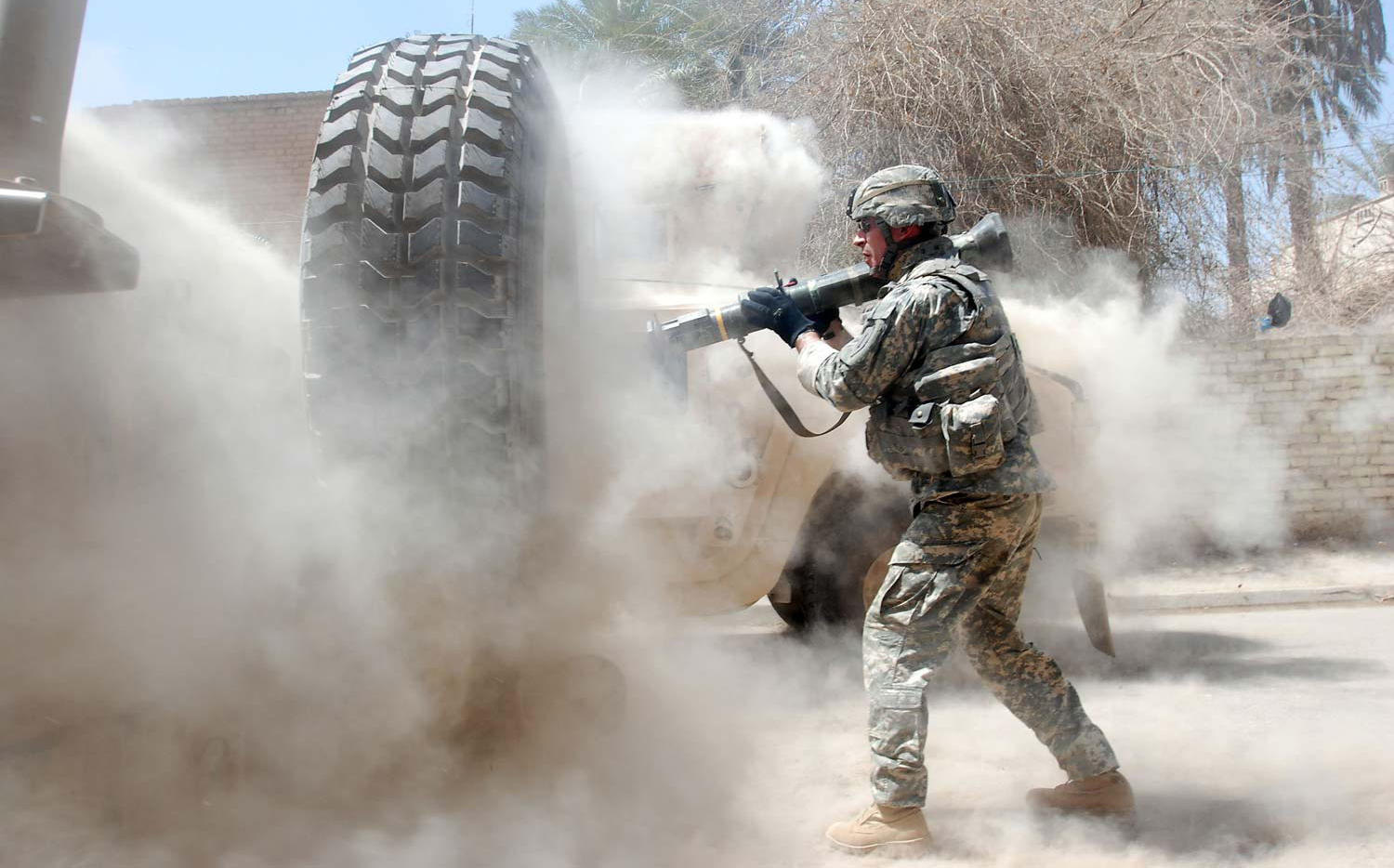
2007년 이라크 전쟁에서 AT4를 발사 중인 미 육군

AT4는 84 mm 무유도 휴대용 대전차 로켓 발사기이다. 스웨덴 사브 사가 생산하는 전세계적인 베스트셀러 무기이다. 84mm 구경의 탄약을 사용한다 하여 'eighty four'과 발음이 비슷한 'A-T-4'로 불리게 되었고 여기서 AT는 대전차를 의미하는 'Anti-Tank'의 약자이기도 하여 무기의 목적과 일맥상통한다.

## 역사
이전의 미군 제식 휴대용 대전차 로켓 발사기였던 바주카와 무게, 사거리가 비슷하다.
- RPG-7, 무게 6.3 kg, 유효사거리 330M
- AT4, 무게 6.7 kg, 유효사거리 300M
- 바주카, 무게 6.8 kg, 유효사거리 135M, 한국전쟁
- 판처파우스트 3, 무게 15.2 kg, 유효사거리 300M

아프가니스탄 전쟁 (2001년~2021년)에서 1600만원 AT-4 보다 2억원 FGM-148 재블린이 보병전에서 매우 효과적인 무기임이 입증되었다.
AT-4는 스웨덴 사브가 개발한 무게 7.4㎏의 일회용 보병용 경(輕)대전차로켓으로 장갑관통력은 400㎜, 최대 사거리는 2100m이다. 대당 가격은 1480달러(약 162만원)다. 일회용.

## 탄두
HP (High Penetration)600 mm RHA 관통능력
ER (Extended Range)대전차공격용, 유효사거리를 600 m로 늘림
HE (High Explosive)유효사거리 1000 m, 충격식 또는 공중폭발형 선택가능, 대인공격용

## 대한민국
독일제 판처파우스트 3를 사용중인 한국은 2019년 한국형 대전차 로켓 체계개발을 시작한다. 이미 탐색개발은 종료했으며 2020년에 양산을 시작할 계획이다. AT4보다 고성능이라고 알려졌다.

## 사용국가

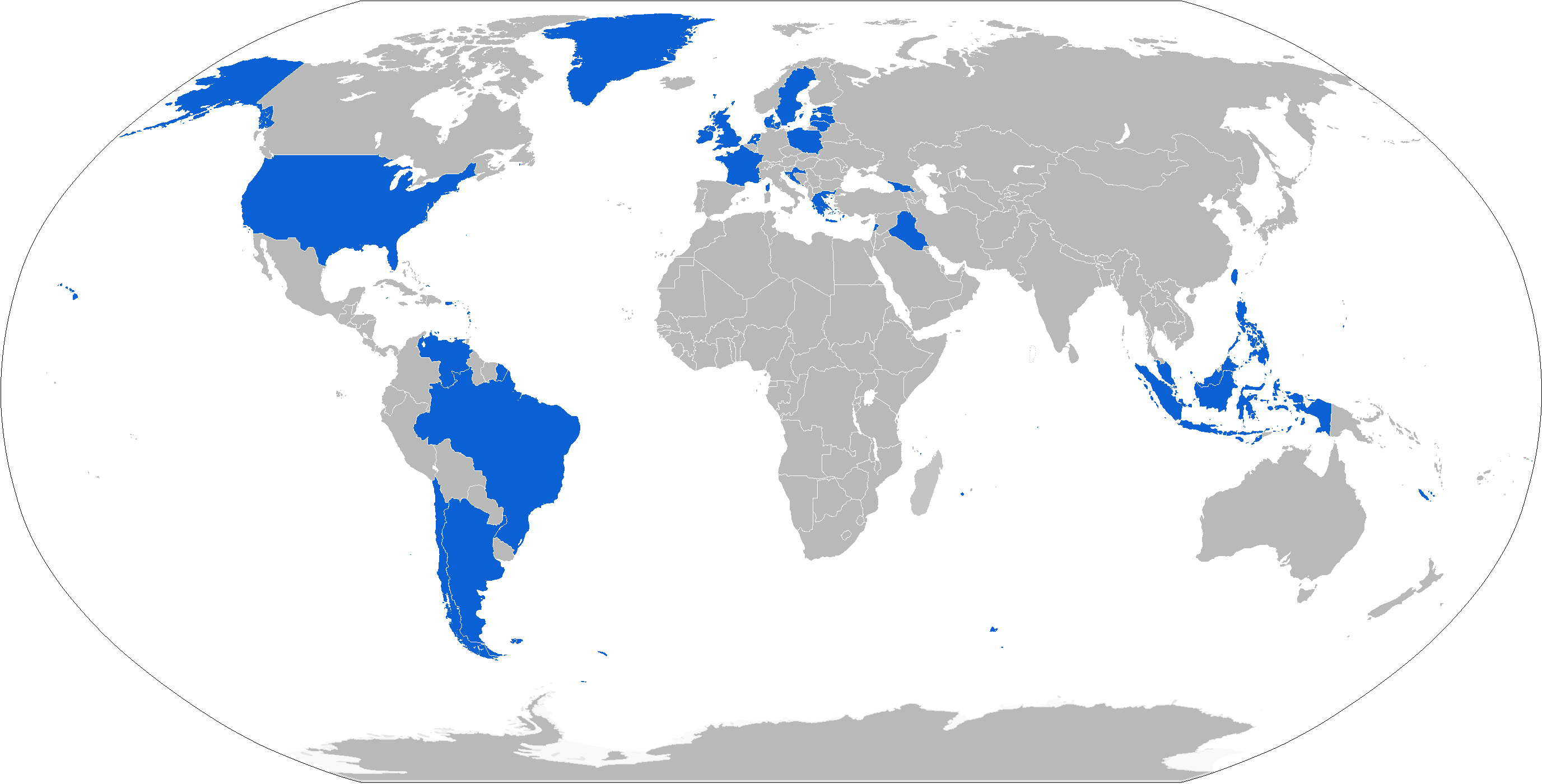
AT4 사용국가

- 알바니아
- 아르헨티나
- 보스니아 헤르체고비나
- 브라질
- 캐나다
- 칠레
- 콜롬비아
- 크로아티아
- 덴마크
- 도미니카 공화국
- 에스토니아
- 프랑스
- 조지아
- 그리스
- 인도네시아
- 이라크
- 아일랜드
- 라트비아
- 레바논
- 말레이시아
- 네덜란드
- 필리핀
- 폴란드
- 스웨덴
- 대만
- 영국
- 미국
- 베네수엘라

## 제원
- 길이: 101.6 cm (40 in)

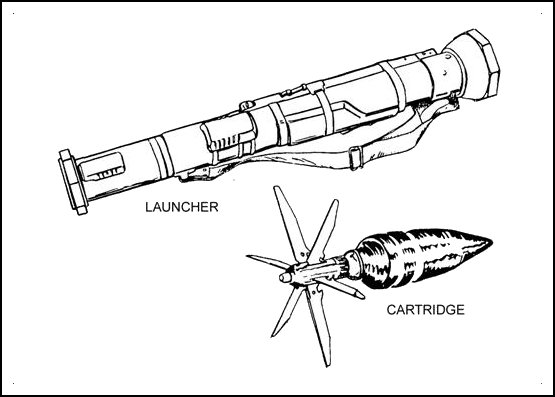

- 무게: 6.7 kg (14.77 lbs)
- 직경: 84 mm
- 유효사거리: 점표적 300 m (328 야드), 지역표적 500 m (547 야드)
- 관통력: 420 mm (15.7 in) RHA
- 비행시간: 250 m, 1초 미만
- 총구속도: 초당 290 m (950 ft)
- 작동온도: −40 to +60 °C (−40 to +140 °F)
- 탄두: 자세제어 안정핀이 펼쳐지는 HEAT 탄두

## 같이 보기
- 한국형 대전차 로켓